# Bolax caespitosa
Bolax caespitosa là một loài thực vật có hoa trong họ Hoa tán. Loài này được Hombr. & Jacquinot ex Decne. mô tả khoa học đầu tiên năm 1853.